# Lac Matapédia
Pour les articles homonymes, voir Matapédia.
Le lac Matapédia est un plan d'eau douce canadien situé dans l'Est du Québec au Bas-Saint-Laurent dans la municipalité régionale de comté de La Matapédia. D'une superficie de 38 km2, il s'étend sur une longueur de 19 km et sur une largeur maximale de 3 km entre Sayabec et Amqui dans la vallée de la Matapédia.
Le lac Matapédia se trouve à une trentaine de kilomètres au sud de Matane dans l'ancienne seigneurie du Lac-Matapédia concédée en 1694 à Charles-Nicolas-Joseph Damours de Louvières. Alimenté par plusieurs cours d'eau dont la rivière Sayabec à l'embouchure de laquelle se trouve la municipalité de Sayabec, il se décharge dans la baie des Chaleurs par les rivières Matapédia et Ristigouche. Le lac Matapédia est surnommé le « Joyau de la Vallée ». Les municipalités riveraines du lac Matapédia sont Sayabec, Val-Brillant et Amqui ainsi que le territoire non organisé de Lac-Matapédia.

## Toponymie
La carte de Carey de 1807 montre l'inscription « L. Matapediuch » pour ce lac, tandis que Joseph Bouchette indique « Lac Malapediach » dans sa « Description topographique » de 1815, mais mentionne « Metapediach » dans l'index de l'ouvrage. Stanislas Drapeau présente, en 1863, la forme graphique « Matapediac » pour le lac, le chemin et le canton sur une carte publiée dans « Études sur le développement de la colonisation du Bas-Canada ». Cependant, dans le texte de cet ouvrage, Drapeau écrit « Matapédia » pour le lac, la rivière et le canton. La carte du Québec de 1870 d'Eugène Taché porte la forme actuelle « Matapédia ».
Selon le père Pacifique, le nom micmac Matapédia est tiré de matapegiag et signifie « la rivière se sépare en plusieurs branches, fait fourche ». Joseph-Étienne Guinard prétend que Matapédia a le sens, en langue micmaque, de « jonction de rivières », de mata pour jonction et de pegiag pour rivière.

## Géographie
Le lac Matapédia est situé au centre de la vallée de la Matapédia et formée par la chaîne de montagnes des Appalaches dans la section des monts Notre-Dame. Il a une longueur totale de 19 km entre les municipalités de Sayabec et d'Amqui dans la MRC de La Matapédia. Sa largeur maximale est de 3 km et il couvre une superficie totale de 38 km2. Le lac est d'origine glaciaire. La rivière Matapédia est le principal effluent du lac qui le draine dans la rivière Ristigouche à Matapédia qui elle-même se jette dans la baie-des-Chaleurs à Dalhousie.
Les municipalités riveraines du lac sont Sayabec, Val-Brillant et Amqui ainsi que le territoire non organisé du Lac-Matapédia. Ce dernier comporte la seigneurie du Lac-Matapédia qui est un territoire forestier sous un contrat d'approvisionnement et d'aménagement forestier (CAAF) avec le Ministère des Ressources naturelles et de la Faune du Québec (MNRF). Lac-Matapédia ne comprend qu'une dizaine d'habitants.

## Tourisme
Le lac Matapédia est une bonne étendue d'eau pour le tourisme. Les activités nautiques comme la pêche, la voile, la planche à voile et la baignade sont aisément praticables étant donné la faible densité des utilisateurs du plan d'eau. De plus, il y a une marina à Val-Brillant et un parc d'observation et de descente de bateaux nommé Pierre-Brochu à Sayabec. La pointe fine d'Amqui est une grande plage où se pratiquent plusieurs activités dont du camping et du wakeboard. Il y a aussi un site aménagé pour le camping et une plage à la Baie à Charlie (aussi appelée la Baie de Charlie) à Sayabec et un terrain de camping à la marina de Val-Brillant. Le Lac Matapédia fait partie de la région touristique de la Gaspésie dans la sous-région de la Vallée de la Matapédia. Le sentier international des Appalaches longe la rive nord du lac Matapédia, reliant Causapscal à la réserve faunique de Matane.

## Galerie

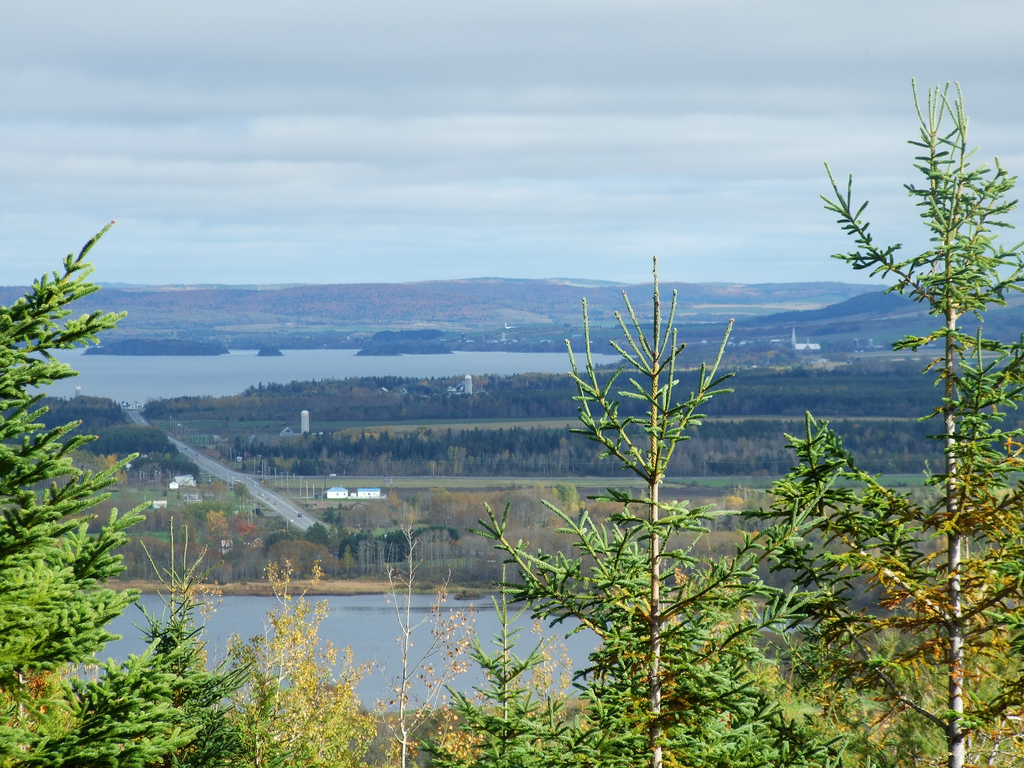
Lac Matapédia vu de Val-Brillant
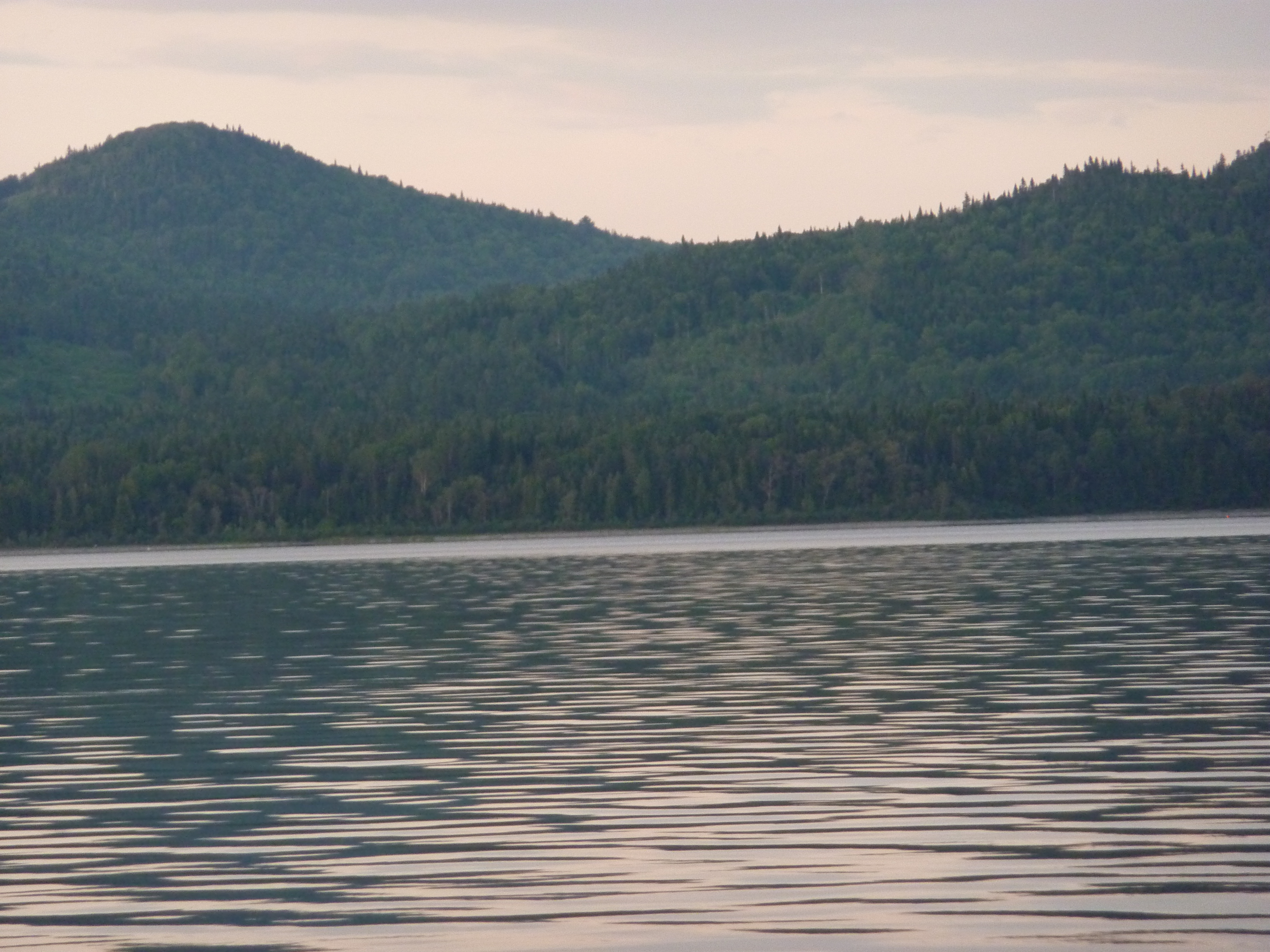
Rive nord du lac Matapédia en face de Val-Brillant
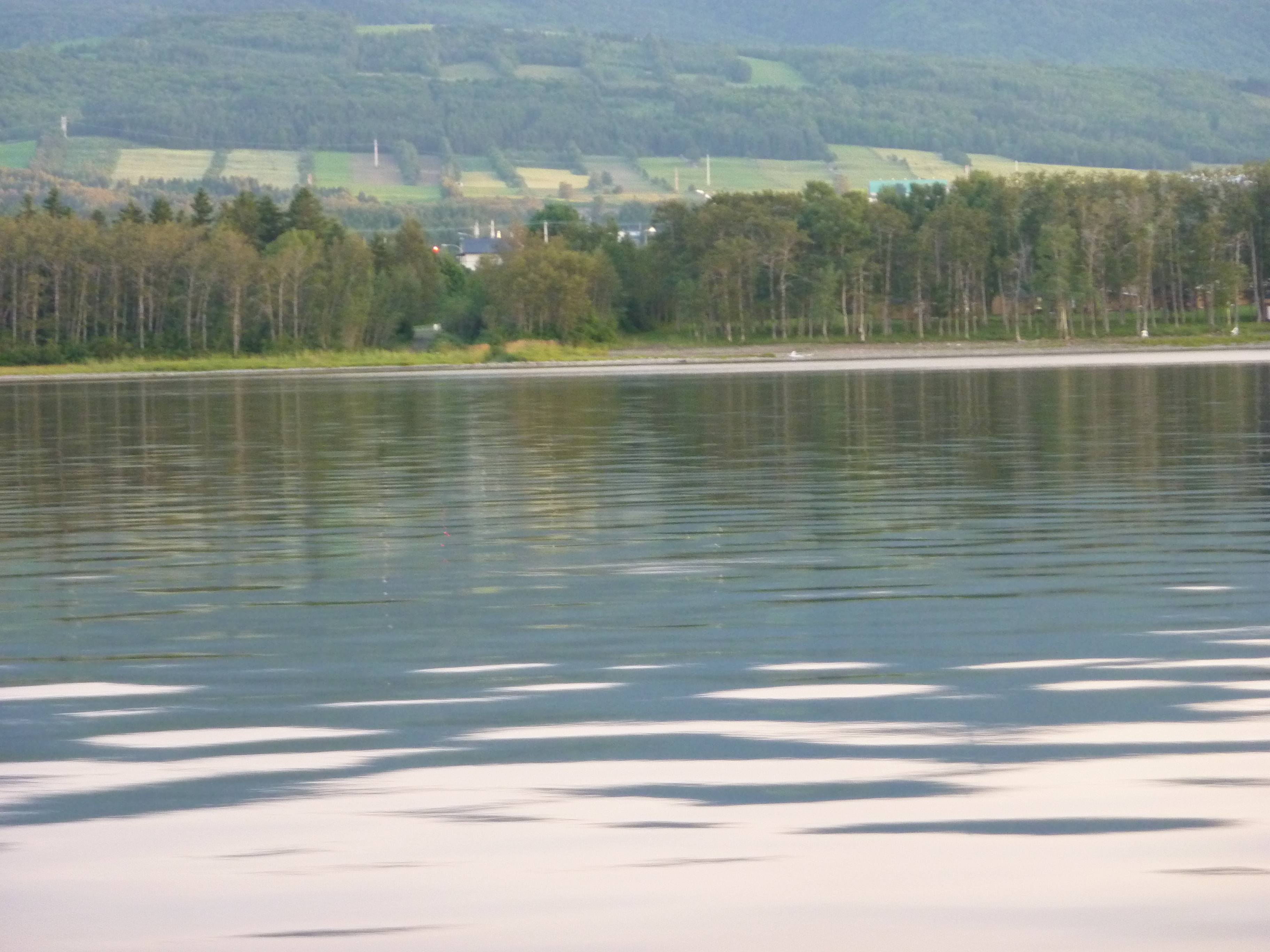
Rive sud du lac Matapédia à Val-Brillant
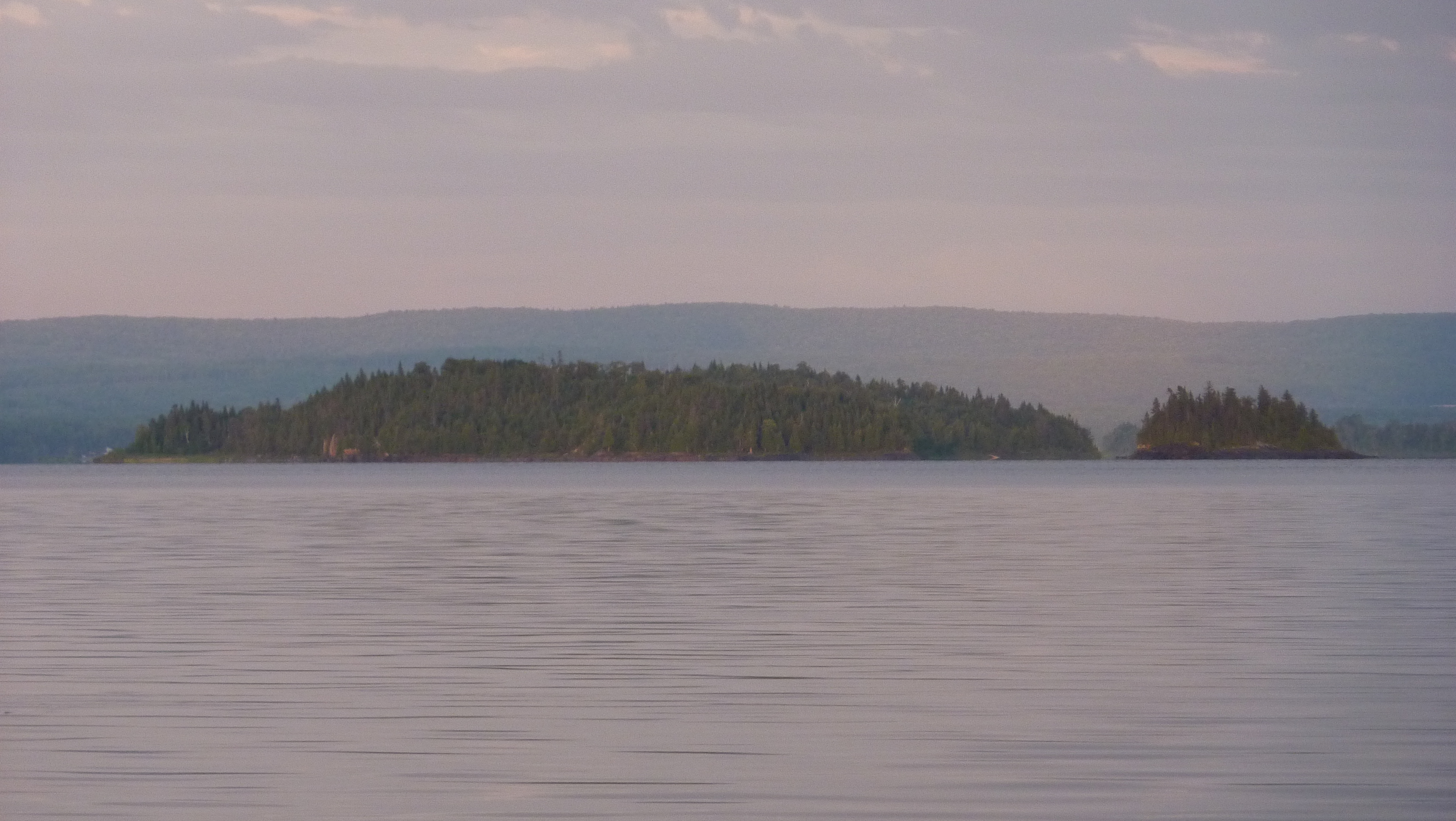
Îles du lac Matapédia à la hauteur de Val-Brillant